# ماری مینائرت
ماری مینائرت (انگلیسی: Marie Minnaert؛ زادهٔ ۵ مهٔ ۱۹۹۹) بازیکن فوتبال اهل بلژیک است.
از باشگاه‌هایی که در آن بازی کرده‌است می‌توان به باشگاه فوتبال خنت اشاره کرد.
او همچنین در تیم‌های ملی فوتبال زنان بلژیک بازی کرده‌است.